# Тамара Тюні

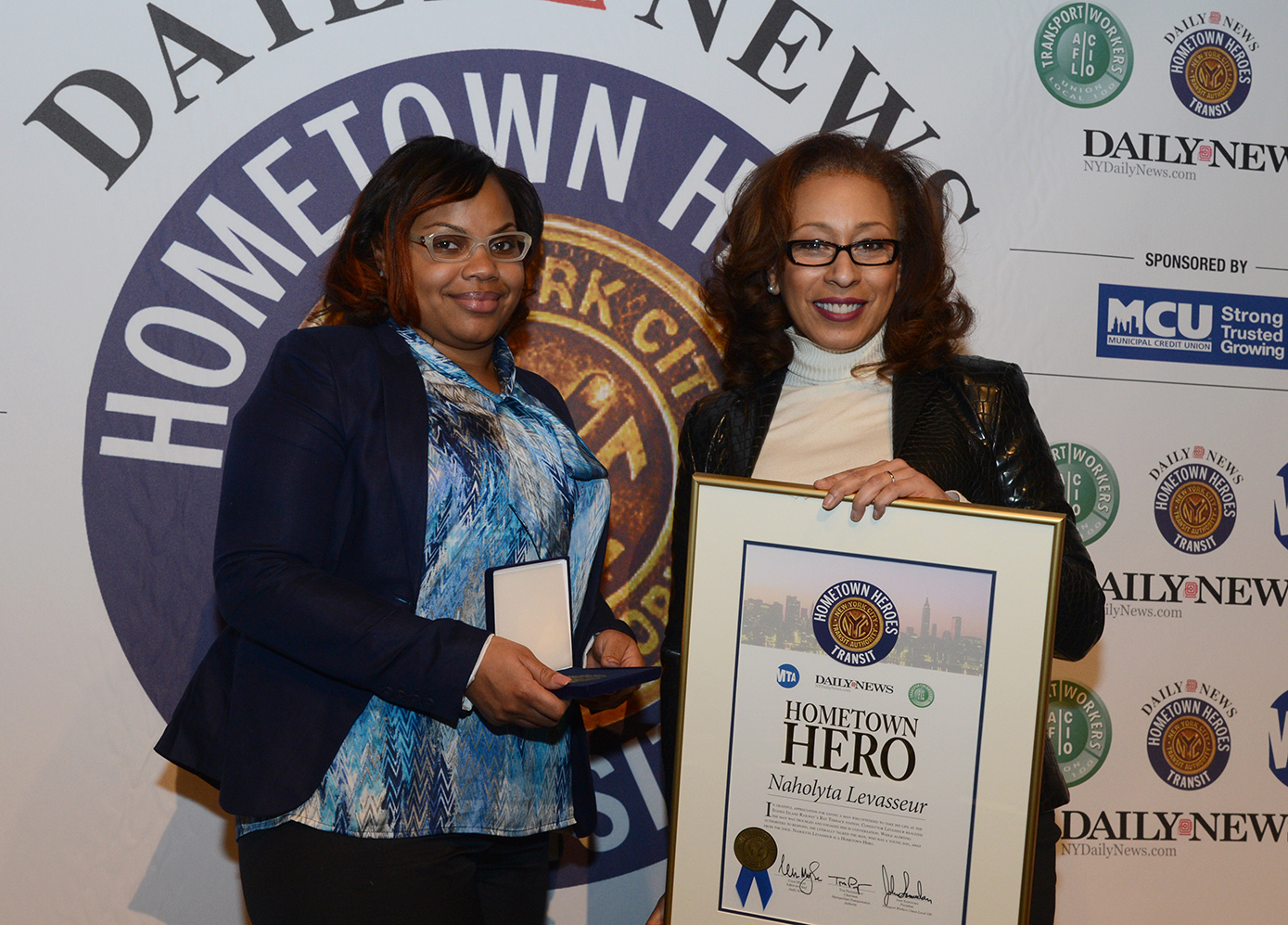
Тамара Тюні на Hometown Heroes Awards

Тамара Тюні (англ. Tamara Tunie, нар. 14 березня 1959) — американська акторка, режисерка і продюсерка. Відома за своєю ролю медичного експерта Мелінди Воррен у серіалі «Закон і порядок: Спеціальний корпус», а також адвокатки Джессіки Гріффін у серіалі «Як обертається світ» (1987—1995 та 2000—2009 як запрошена зірка).

## Життя та кар'єра
Тамара Тюні народилася в Маккіспорті, штат Пенсільванія. Закінчила Університет Карнегі-Меллон у 1981 році. Її найбільша роль на початку кар'єри — роль адвокатки Джессіки Гріффін у мильній опері «Як обертається світ», де вона дебютувала у 1986 році, а потім періодично поверталася у шоу. Вона зіграла  ролі у фільмах «Волл-стріт», «Нишпорки з Бродвею», «Адвокат Диявола» де вона знімалася в інтимній сцені) і «Очі змії».
Тюні з'явилася в серіалі «24» у 2002 році, а також знялася у фільмі «Клошар», за яку була номінована на премію «Незалежний дух».
З 2000 року Тюні грає роль медичного експерта Мелінди Воррен в серіалі «Закон і порядок: Спеціальний корпус». Крім того, вона виступила продюсером Бродвейського шоу «Пробудження весни», яке отримало премію «Тоні». У 2010 році вона завершила свій дебют як продюсер і режисер фільму «До зустрічі у вересні». У 2012 році вона з'явилась у фільмі «Рейс», після чого була запрошена на одну із головних ролей у серіалі «Червона дорога».

## Фільмографія

### Фільми
| Рік  | Назва                | Оригінальна назва       | Роль               | Примітки                                                                  |
| ---- | -------------------- | ----------------------- | ------------------ | ------------------------------------------------------------------------- |
| 1987 | Мила Лоррейн         | Sweet Lorraine          | Джулі              |                                                                           |
| 1987 | Волл-стріт           | Wall Street             | Керолін            |                                                                           |
| 1989 | Нишпорки з бродвеаю  | Bloodhounds of Broadway | Синтія Гарріс      |                                                                           |
| 1993 | Сонце, що сходить    | Rising Sun              | Лорен Сміт         |                                                                           |
| 1996 | Рятуючи бажання      | Rescuing Desire         | Ван                |                                                                           |
| 1996 | Квентін Кар          | Quentin Carr            | Детектив           | Короткометражний фільм                                                    |
| 1996 | Мерія                | City Hall               | Леслі Христос      |                                                                           |
| 1996 | The Money Shot       |                         |                    |                                                                           |
| 1997 | Spirit Lost          | Енн                     |                    |                                                                           |
| 1997 | Притулок Єви         | Eve's Bayou             | Оповідач           |                                                                           |
| 1997 | Адвокат Диявола      | The Devil's Advocate    | Джекі Хіт          |                                                                           |
| 1997 |                      | The Peacemaker          | Джоді              |                                                                           |
| 1998 | Очі змії             | Snake Eyes              | Антея              |                                                                           |
| 2001 | Клошар               | The Caveman's Valentine | Шейла              | Номінація — Премія «Незалежний дух» за найкращу жіночу роль другого плану |
| 2007 | Потойбічне життя     | AfterLife               | Ніколь             |                                                                           |
| 2010 | Побачимось у вересні | See You in September    | Режисер і продюсер |                                                                           |
| 2012 |                      | Missed Connections      | Фелісіті Грей      |                                                                           |
| 2012 | Рейс                 | Flight                  | Маргарет Томасон   | Номінація — Black Reel Award за найкращу жіночу роль другого плану        |
| 2014 | Fall to Rise         | Анніка                  |                    |                                                                           |

### Телебачення
| Рік                          | Назва                                  | Оригінальна назва                                | Роль                                   | Примітки |
| ---------------------------- | -------------------------------------- | ------------------------------------------------ | -------------------------------------- | --- |
| 1986-95, 2000-07, 2009, 2010 | Як обертається світ                    | As the World Turns                               | Джессіка Гріффін                       | Номінація NAACP Image Award за найкращу жіночу роль у денні драмі(2003—2004) Номінація — Дайджест мильних опер за найкращу жіночу роль другого плану у денні драмі (1995,2003) |
| 1986                         | Спенсер                                | Spenser: For Hire                                | Ніна                                   | 1 серія |
| 1993                         | Трібека                                | Tribeca                                          | Торі                                   | 3 серії |
| 1996                         | Підводна одіссея                       | seaQuest DSV                                     | Лаура                                  | 1 серія |
| 1996                         | Закон і порядок                        | Law & Order                                      | Керелайн Беннетт                       | 1 серія |
| 1996                         | Повернення Легенда Ерла «Козла» Маніґо | Rebound: The Legend of Earl 'The Goat' Manigault | Міс Маркус                             | Телефільм |
| 1997                         | Надія Чикаго                           | Chicago Hope                                     | Ленні                                  | 1 серія |
| 1994-1997                    | Поліція Нью-Йорка                      | NYPD Blue                                        | Ліліан Фенсі                           | 5 серій |
| 1999                         | Секс у великому місті                  | Sex and the City                                 | Ейлін                                  | 1 серія |
| 2000 — наст. время           | Закон і порядок: Спеціальний корпус    | Law & Order: Special Victims Unit                | Судово-медичний експерт Мелінда Воррен | 214+ серій |
| 2002                         | 24                                     | 24                                               | Альберта Грін                          | 6 серій |
| 2005                         | Закон і порядок. Суд присяжних         | Law & Order: Trial by Jury                       | Судово-медичний експерт Мелінда Воррен | 1 серія |
| 2013                         | Хороша дружина                         | The Good Wife                                    | Серафіна Норві                         | 1 серія |
| 2014                         | Червона Дорога                         | The Red Road                                     | Міні-серіал                            | |
| 2021                         | Ковбой Бібоп                           | Cowboy Bebop                                     | Ана                                    | |